# Gefia
Die Gefia (Abkz. für Geschäftsstelle für industrielle Abrüstung) war die Geschäftsstelle eines „Sonderausschusses für industrielle Abrüstung“ beim Reichsverband der Deutschen Industrie. Sie kämpfte für die Interessen der Industrie bei der Durchsetzung der Abrüstungsbestimmungen des Versailler Vertrages.

## Allgemein
Gegründet wurde sie 1920. Der Ausschuss setzte sich besonders aus Vertretern der großen Rüstungsunternehmen Friedrich Krupp AG, Rheinmetall, Berlin Karlsruher Industrie-Werke sowie den Siemens-Schuckertwerken, der AEG, der Werftindustrie und der Maschinenbauindustrie zusammen. 
Den Vorsitz der Gefia übernahm Joseph Koeth und die Führung der laufenden Geschäfte Arbogast von Düring, beide verkörperten geradezu die Verbindung zwischen Wirtschaft und Militär in der Zwischenkriegszeit.
Die Gefia sah ihre Hauptaufgabe darin, den Forderungen der Interalliierten Militär-Kontrollkommission (IMKK), die über den Wortlaut der Vertragsbestimmungen hinausgingen, den laut Hansen „härtesten“ Widerstand entgegenzusetzen. Sie kämpfte gegen unangekündigte Kontrollbesuche und gegen eine weitreichende Auslegung des Begriffs „Kriegsgerät“. Sie vertrat auch die Entschädigungsforderungen der Industrie gegenüber den deutschen Behörden. 
Sie arbeitete dabei mit der Marine- bzw. Heeresfriedenskommission und der Friedensabteilung des Auswärtigen Amtes zusammen und gewann einen gewissen Einfluss auf deren Politik gegenüber der IMKK. Der Jahresbericht 1921/22 vermerkte mit Genugtuung, dass es gelungen sei „neben der Mitarbeit bei den weniger wichtigen Ministerien seit längerem Anschluss an das fast immer ausschlaggebende Auswärtige Amt zu nehmen und damit sämtliche wichtigen Regierungsentschlüsse entsprechend dem Wunsche der Industrie zu beeinflussen“
Da sich die Marine- und Heeresfriedenskommission direkter Verhandlungen der Industrie mit der IMKK widersetzten, schuf sich die Gefia eine Organisation von Vertrauensleuten der Privatindustrie an den elf Standorten der interallierten Distriktionskommissionen um die Wünsche der Industrie an die Verbindungsoffiziere weiter zu geben. Diese waren mit offiziellen Ausweisen des Reichsministeriums für Wiederaufbau versehen. Da die Vertrauensleute eigene Gewährsleute einsetzten, entstand so ein dichtes Informationsnetz des Reichsverbandes der Deutschen Industrie.
Am 15. Februar 1925 bemängelte die IMKK in einem Zwischenbericht an die Reichsregierung die ungenügende Umstellung einer Reihe von Industriebetrieben auf Friedensproduktion. Der Bericht hob neben Borsig und den Deutschen Werken vor allem jene Firmen hervor, die mit der Gefia eng verbunden waren.
Die ersten Industriellen der Stega stammten aus dem Kreis des Ausschusses für industrielle Abrüstung und dessen Geschäftsstelle Gefia.